# Povina Cavalcanti
Carlos Povina Cavalcanti (União dos Palmares, 14 de agosto de 1898 – Rio de Janeiro, 4 de dezembro de 1974) foi presidente da Ordem dos Advogados do Brasil (OAB), escritor, crítico literário, advogado e Procurador brasileiro.

## Carreira profissional
Em Alagoas, tendo nascido na cidade de União dos Palmares, quando jovem mudou-se pra casa de parentes no município de São José da Laje para estudar no Externato São Luís. Em 1911 vai para a capital do estado, Maceió, para completar seus estudos.
Ainda em Alagoas foi deputado estadual. Iria para a cidade do Rio de Janeiro, que era a então capital do Brasil; onde exerceu sua atividade de advogado.
Como escritor, destacou-se por ser biógrafo do poeta Jorge de Lima, que era seu cunhado, e também do compositor Hermes Fontes.
 Foi membro da Academia Carioca de Letras e um dos fundadores da Academia Alagoana de Letras (AAL).
Foi candidato a ser membro da Academia Brasileira de Letras (ABL) na vaga aberta pelo falecimento do acadêmico Rodrigo Otávio, mas retirou sua candidatura em 1944. Todavia, no mesmo ano, candidatou-se novamente, agora na vaga aberta por Clóvis Beviláqua, tendo disputado a eleição com o jornalista Arnaldo Claro São Tiago, o militar Afonso de Carvalho, o médico Luís Filipe Vieira Souto, Lamartine Mendes, e o escritor Carneiro Leão; porém Povina não foi eleito pois a vaga ficou com Carneiro.
Em 1940, a Federação das Academias de Letras do Brasil
publicou parte dos texto escritos por Povina, no terceiro volume da revista da instituição.
Escreveu suas memórias no livro "Volta a Infância", lançado em 1972 pela Editora José Olympio.
Como jurista, atuou em diversos cargos públicos na cidade Rio de Janeiro; tanto na época em que era  Distrito Federal, tanto na época em que se tornou no Estado da Guanabara.
Além de consultor jurídico, Povina Cavalcanti, na Procuradoria Geral, ocupou o cargo máximo de Procurador Geral do Rio de Janeiro nas administrações de Ângelo Mendes de Moraes, Carlos Lacerda, Negrão de Lima, Sá Freire Alvim, entre outros.
Entre 11 de agosto de 1962 a 6 de abril de 1965, Carlos Povina Cavalcanti foi presidente da Ordem dos Advogados do Brasil (OAB), num dos momentos mais difíceis da entidade, quando teve inicio o Regime Militar, no Brasil. Foi durante a presidência de Povina Cavalcanti no Conselho Federal da OAB (CFOAB) que Evandro Lins e Silva, Victor Nunes Leal e Hermes Lima foram inscritos nos quadros da OAB, logo após terem perdido os seus cargos de ministros do Supremo Tribunal Federal (STF) e ter-lhes sido negado tal inscrição pela Seccional da Ordem no Distrito Federal; tal fato foi entendido como uma reação da OAB contra a Ditadura, que havia cassado e afastado tais juristas do Supremo. Além de Povina Cavalcanti, os ministros cassados, tiveram pronunciamento na OAB, em suas defesas, de Seabra Fagundes e Sobral Pinto. No dia 9 de dezembro de 2008, o jornal O Globo publicou matéria jornalística sobre o papel dos civis no no Ato Institucional n.º 5 (AI-5), acusando a fragilidade de reação de Povina Cavalcanti naquele momento; dias após a publicação da notícia, Gilberto Povina, filho de Povina Cavalcanti, criticou a matéria e enviou uma carta a OAB reclamando da situação.
Atuou por vários anos no Automóvel Clube do Brasil, tendo sido,  membro do Conselho Deliberativo  e, em 1974 presidente do Auto Club Turismo S.A.

## Homenagens póstumas
Carlos Povina Cavalcanti recebeu como homenagem póstuma pela Prefeitura da Cidade do Rio de Janeiro a denominação de um logradouro público na cidade. Desde 18 de outubro de 1979, foi inaugurada uma rua com seu nome, Rua Povina Cavalcante; estando situada no bairro de São Conrado (bairro do Rio de Janeiro), na Zona Sul deste município.
Já em União dos Palmares, cidade do estado de Alagoas na qual nasceu Povina, existe a Rodoviária Municipal Dr. Carlos Povina Cavalcanti.

## Literatura

### Livros[25]
Além de livros voltados ao estudo de Direito, Povina Cavalcanti também publicou:
| Ano  | Título                       | Editora                                                                      |
| ---- | ---------------------------- | ---------------------------------------------------------------------------- |
| 1928 | Telhado de Vidro             | Pernambucana                                                                 |
| 1943 | Ausência da poesia           | A Coelho Branco                                                              |
| 1957 | Viagem ao mundo da poesia    | Pongetti                                                                     |
| 1960 | Gageiro da Nau Catrineta     | Editora do Real Gabinete Português de Leitura                                |
| 1964 | Hermes Fontes: Vida e Poesia | Livraria José Olympio Editora                                                |
| 1969 | Vida e obra de Jorge de Lima | Editora do Correio da Manhã                                                  |
| 1972 | Volta à Infância – Memórias  | Livraria José Olympio Editora, em convênio com o Instituto Nacional do Livro |